# Salvatore De Meis
Salvatore (Salvo) De Meis (Sulmona, 23 luglio 1930 – Milano, 14 giugno 2016) è stato un ingegnere e storico della scienza italiano.
Salvatore De Meis, detto Salvo, è stato un ingegnere nucleare  ma era conosciuto come astrofilo. Figlio di Vincenzo de Meis, insegnante e poeta , ha cominciato a scrivere lavori di Astronomia dal 1974 .

## Attività
È stato socio dell'Istituto Italiano per l'Africa e l'Oriente (IsIAO), partecipando a numerose conferenze nazionali e internazionali.

## Pubblicazioni
Dal 1986 al 2006 ha pubblicato, insieme a Jean Meeus, l'Almanacco Astronomico (stampato per molti anni da Hoepli, poi Mimesis), allora punto di riferimento e strumento indispensabile per l'osservazione del cielo.
Ha collaborato con le principali riviste di settore, tra cui Nuovo Orione, il Giornale di Astronomia e Coelum.
Con la traduzione e la cura dell'edizione italiana di Astronomical Formulae for Calculators di Meeus (Astronomia con il computer: formule, metodi di calcolo, esempi numerici, Milano 1990) ha contribuito grandemente alla diffusione degli studi di meccanica celeste in Italia e alla creazione dei primi software astronomici.
Ha scritto opere di alta divulgazione, sempre con grande rigore, su eclissi (Eclissi di luna e di sole visibili dall'Europa: 1996-2026, Milano 1996, con Meeus), comete (Dieci anni di comete: 1997-2007, Milano 1997, con T. Magni), asteroidi (Asteroidi, Milano 1998, con Meeus) e occultazioni (Occultazioni, principi, storia, effemeridi, Milano 1999, con Meeus).
Parallelamente De Meis pubblicava monografie sulle eclissi storiche, sui report astronomici assiri e babilonesi e sui fenomeni eliaci.

## Lista parziale delle pubblicazioni
- (EN)  Quintuple planetary groupings - Rarity, historical events and popular beliefs [4], 1994.
- Dieci anni di comete: 1997-2007 [5], Nuovo Orione, 1997.
- Gian Vincenzo Mora astronomo sequalsese: 1870-1953, (Sequals : Grafiche Tielle) [6], 1998.
- (EN)  Astronomical dating of Assyrian and Babylonian reports, Salvo De Meis & Hermann Hunger, editore ISIAO, 1998.
- Sui telescopi babilonesi [7], 2000.
- (EN)  Eclipses. An astronomical introduction for humanists, editore ISIAO, 2002.
- (EN)  Babylonian eclipse observation from 750 BC to 1 BC, Peter J. Huber & Salvo De Meis, editore Mimesis, 2004.
- (EN)  THE MELAMMU PROJECT, A Modern Approach to Assyrian-Babylonian Astronomy [8], 2004.
- (EN)  The Planetary Portent of 1524 in China and Europe [9], Journal of world history, settembre 2009.
- I pronostici di Domenico Maria da Novara  [10], con Fabrizio Bònoli, Giuseppe Bezza e Cinzia Colavita, Biblioteca di Nuncius, vol. 69, 2012.
- (EN)  Heliacal Phenomena. An Astronomical Introduction for Humanists [11], editore Mimesis International, Milano, 2013.

## Riconoscimenti
Gli è stato dedicato un asteroide, 5589 De Meis .
Un volume in suo onore (Non licet stare caelestibus. Studies on Astronomy and Its History Offered to Salvo De Meis, curato da A. Panaino con la collaborazione di E. Bacchi, S. Buscherini e P. Ognibene, Sesto San Giovanni 2014) è stato presentato all'Università di Bologna il 23 luglio 2014.